# Charles Duclerc
Charles Théodore Eugène Duclerc, född den 9 juli 1812 i Bagnères-de-Bigorre (departementet Hautes-Pyrénées), död den 21 november 1888 i Paris, var en fransk publicist och politiker.
Duclerc var 1840-46 ekonomisk författare i "National", blev vid februarirevolutionens utbrott, 1848, biträde åt dåvarande mären i Paris, Garnier-Pagès, samt kort därefter medlem av konstituerande församlingen. Den 10 maj sistnämnda år blev han finansminister, men drog sig tillbaka, då regeringen efter junirörelsernas dämpande, trots hans motstånd, införde belägringstillstånd med flera stränga åtgärder. Han var därefter administrator för Ebros kanalisering och en tid verkställande direktör i det spanska "crédit mobilier".
År 1871 blev Duclerc medlem av nationalförsamlingen, där han slöt sig till vänstern. År 1875 blev han vicepresident i nationalförsamlingen, men valdes samma år till senator för livstiden samt till vicepresident i senaten. Augusti 1882-januari 1883 var Duclerc konseljpresident och utrikesminister. Bland hans skrifter bör nämnas: Sur la régence (1842) och, i förening med Garnier, Histoire de la politique financière de la France depuis Henri IV (1846).